# 中京通
中京通（ちゅうきょうどおり）は、愛知県名古屋市中川区の地名。

## 歴史

### 沿革
- 1931年（昭和6年）10月1日 - 中区北一色町の一部により、同区中京通が成立[3]。
- 1937年（昭和12年）10月1日 - 中村区編入により、同区中京通となる[3]。
- 1944年（昭和19年）2月11日 - 中川区編入により、同区中京通となる[3]。
- 1973年（昭和48年）11月10日 - 中川区愛知町・舟戸町・澄池町にそれぞれ編入され消滅[3]。